# Sally Brooker
Pour les articles homonymes, voir Brooker.
Sally Anne Brooker est une chimiste inorganique néo-zélandaise. Elle est professeure titulaire à l'Université d'Otago depuis 2006,,.

## Éducation
Brooker a fait ses études à la Hawarden Area School à North Canterbury de 1970 à 1982 et a été dux de l'école dans sa dernière année là-bas. Elle a ensuite étudié la chimie à l'Université de Canterbury, obtenant d'abord un bachelor ès sciences avec mention très bien, puis un doctorat avec une thèse intitulée Synthesis and characterisation of polynuclear complexes with macrocyclic and related ligands (Synthèse et caractérisation de complexes polynucléaires avec des ligands macrocycliques et apparentés) sous la supervision de Vickie McKee en 1989.

## Carrière universitaire et de recherche
Après une période de recherche post-doctorale aux côtés de George Sheldrick (en) à l'Université de Göttingen, Brooker est retourné en Nouvelle-Zélande pour prendre un poste de professeur de chimie à l'Université d'Otago en 1991,. Elle est devenue professeure titulaire en 2006.
Les recherches de Brooker portent sur les domaines de la chimie des métaux de transition et macrocyclique. Son travail comprend le développement de commutateurs moléculaires et d'aimants monomoléculaires, avec une application potentielle dans les nanodispositifs.

## Prix et distinctions
Lors des honneurs de l'anniversaire de la reine 2017, Brooker a été nommée membre de l'Ordre du Mérite de Nouvelle-Zélande, pour services rendus à la science,. Plus tard cette année-là, elle a reçu la médaille Hector de la Société royale de Nouvelle-Zélande,,. Toujours en 2017, Brooker a été sélectionnée comme l'une des « 150 femmes en 150 mots » de la Royal Society Te Apārangi, célébrant les contributions des femmes au savoir en Nouvelle-Zélande.
Brooker a été élue membre de la Société royale de Nouvelle-Zélande en 2007, et membre de la Royal Society of Chemistry en 2011. Elle est également membre du New Zealand Institute of Chemistry. En octobre 2019, Brooker a été nommée l'une des sept premières chaires distinguées du poutoko taiea, à l'Université d'Otago. Elle a reçu la Médaille de recherche distinguée de l'Université en 2015.

## Publications (sélection)
- Klingele et Brooker, « The coordination chemistry of 4-substituted 3, 5-di (2-pyridyl)-4H-1, 2, 4-triazoles and related ligands », Coordination Chemistry Reviews, vol. 241, nos 1–2,‎ 2003, p. 119–132 (DOI 10.1016/s0010-8545(03)00049-3)
- Feltham et Brooker, « Review of purely 4f and mixed-metal nd-4f single-molecule magnets containing only one lanthanide ion », Coordination Chemistry Reviews, vol. 276,‎ 2014, p. 1–33 (DOI 10.1016/j.ccr.2014.05.011)
- Beckmann et Brooker, « Cobalt (II) complexes of pyridazine or triazole containing ligands: spin-state control », Coordination Chemistry Reviews, vol. 245, nos 1–2,‎ 2003, p. 17–29 (DOI 10.1016/s0010-8545(03)00030-4)
- Feltham, Lan, Klöwer et Ungur, « A non‐sandwiched macrocyclic monolanthanide single‐molecule magnet: the key role of axiality », Chemistry – A European Journal, vol. 17, no 16,‎ 2011, p. 4362–4365 (PMID 21432925, DOI 10.1002/chem.201100438)
- Brooker, « Complexes of thiophenolate-containing Schiff-base macrocycles and their amine analogues », Coordination Chemistry Reviews, vol. 222, no 1,‎ 2001, p. 33–56 (DOI 10.1016/s0010-8545(01)00300-9)
- Rodriguez-Jimenez, Yang, Stewart et Garden, « A simple method of predicting spin state in solution », Journal of the American Chemical Society, vol. 139, no 50,‎ 2017, p. 18392–18396 (PMID 29156884, DOI 10.1021/jacs.7b11069)